# Genotropis clara
Genotropis clara är en stekelart som beskrevs av Henry Keith Townes, Jr. 1970. Genotropis clara ingår i släktet Genotropis och familjen brokparasitsteklar. Inga underarter finns listade i Catalogue of Life.